# Учкудукский район
Учкудукский район (узб. Uchquduq tumani / Учқудуқ тумани) — административная единица в Навоийской области Узбекистана. Административный центр — город Учкудук. Образован 25 марта 1982 года.
Население — 37 700 чел. (2021).

## География
Расположен в восточной части Навоийской области. На востоке граничит с Канимехским и Тамдынским районами Навоийской области, на западе — с Элликкалинским, Тахтакупырским и Турткульским районами Республики Каракалпакстан, на юге — с Пешкунским районом Бухарской области, на севере — с Кармакшинским и Жалагашским районами Кызылординской области Казахстана.
Площадь 46,63 тыс. км².

## Климат
Метеорологическая станция Бузаубай (М-II)   расположена в пустыне Кызылкум рядом с одноименным поселком Бузаубай  и с рядом расположенной железнодорожной станцией Бузаубай.
Климат строго континентальный. Лето жаркое, зима холодная. Среднегодовая температура 1°С, средняя температура января -6°, минимальная температура -35°. Средняя температура июля 27°, максимальная 45°. Вегетационный период составляет 190 дней. Годовое количество осадков 45-46 мм. Осадки выпадают в основном зимой и весной.

## Природа
Территория района расположена на западе области, в пустыне Кызылкум. Рельеф преимущественно равнинный. Пустыня Кызылкум является основным пастбищем для овец.
Почва состоит из бесплодных, бурых и песчаных почв.
Среди дикорастущих растений равнин на пастбищах Кызылкумов встречаются саксаул, янток, адрасман, туякорин, селине, куйонсуяк, осока красная, туранги, жиида, юлгун, ива. В горах Бельтау растут акшувак и шора.
Из диких животных в горах встречаются кабаны, зайцы, джейраны, волки, лисы, гепарды, дикие кошки, барсуки, копытные, мыши; из пресмыкающихся черепахи, змеи, различные ящерицы; Среди птиц есть крачки, воробьи, орлы.

## Население
Население Учкудукского района составляет 35 100 человек, в 2004 население 38,8 тыс. человек.
Национальный состав: узбеки — 52,6% (18 500), казахи — 26,0% (9100), русские — 12,8% (4500), украинцы — 1,8% (600), каракалпакской, таджикской, татарской и других национальностей — 6,8% (2400).
Средняя плотность населения составляет 0,8 человека на 1 км². Городское население – 25,3 тыс. человек, сельское – 13,5 тыс. человек (2004).
В районе действуют 5 сходов сельских жителей (Авангард, Боздонги, Мингбулак, Алтынтов, Узункудук).

## Экономика
Золотой рудник Мурунтау расположен в Учкудукском районе.
В районе действуют 279 предприятий, в том числе 226 микропредприятий, 13 малых, 13 средних и 27 крупных предприятий и  узбекско-российское совместное предприятие «Промэлектро». В сельском хозяйстве развито пастбищное животноводство (крупный рогатый скот, овцы, в том числе каракульские овцы и козы, козы, верблюды). В колхозах и частных хозяйствах Учкудукского района выращивается 2,2 тыс. голов крупного рогатого скота (в том числе 1714 коров), 137,3 тыс. овец и коз, 1,7 тыс. молодняка и 1,2 тыс. верблюдов.  Развито птицеводство (2004).
В 22 общеобразовательных школах района, в том числе в 1 гимназии, обучается более 8000 учащихся. Действует горный профессиональный колледж (2004). Имеются 2 дома культуры, 8 библиотек, детская музыкальная и художественная школа, стадион, поликлиника, бассейн и другие спортивные объекты.
Функционируют центральная больница, медико-санитарная часть, госсанэпиднадзор, противотуберкулезный диспансер, поликлиника, женская и детская консультации, аптека, 2 сельских врачебных пункта, 4 больницы.
Автобусы курсируют между районным центром Учкудук и селами, а также в город Навои.
Газопровод «Достик - Дружба» .